# Tragopa decorata
Tragopa decorata är en insektsart som beskrevs av William D. Funkhouser. Tragopa decorata ingår i släktet Tragopa och familjen hornstritar. Inga underarter finns listade i Catalogue of Life.